# Шитикова, Лариса Александровна
Лариса Александровна Шитикова (укр. Лариса Олександрівна Шитикова; род. 1965) — учительница математики Харьковского лицея № 47 Харьковского городского совета, г. Харьков. Герой Украины (2011).

## Биография
Родилась 7 мая 1965 года в Харькове.
В 1987 году закончила Харьковский государственный педагогический институт им. Г. С. Сковороды, получила специальность учителя математики и физики.
Начала трудовую деятельность в 1987 году в средней общеобразовательной школе № 47 города Харькова (ныне — лицей № 47), где работает по настоящее время. Имеет квалификационную категорию «специалист высшей категории», педагогическое звание «учитель-методист».
Координатор работы с одарёнными детьми Научного товарищества учеников−членов Малой академии наук лицея № 47. Возглавляет работу районного методического объединения учителей математики, а также кафедры математики и информатики в лицее. Почётный член Союза одарённой молодёжи Украины.

## Награды и звания
- Герой Украины (с вручением ордена Державы) — за выдающийся личный вклад в развитие отечественного образования, внедрение инновационных методов обучения, многолетнюю плодотворную педагогическую деятельность (23 августа 2011).[1]
- Награждена почетным званием «Заслуженный учитель Украины»» (2 марта 2009 года)[2].
- Отмечена почетными грамотами управления образования Харьковского горсовета, Главного управления образования и науки ХОГА, почетной грамотой Министерства образования и науки Украины, нагрудным знаком «Отличник образования Украины».